# Calophya pallidula
Calophya pallidula är en insektsart som beskrevs av Mcatee 1926. Calophya pallidula ingår i släktet Calophya och familjen Calophyidae. Inga underarter finns listade i Catalogue of Life.